# Kenta Hasegawa
Kenta Hasegawa (長谷川 健太, Hasegawa Kenta) (Shimizu, 25 de Setembro de 1965), é um treinador e ex-futebolista japonês que atuava como posição. Atualmente, dirige o FC Tokyo. antes drigiu o Shimizu S-Pulse entre 2005 e 2010.

## Carreira

### Nissan Motors
Ryota Tsuzuki se profissionalizou no Nissan Motors, clube de Yokohama em 1988.

## Treinador

### Shimizu Pulse
Sua primeira experiência como treinador foi no Shimizu Pulse, em 2005. No clube possuiu uma passagem vitoriosa de 8 temporadas.

### Gamba Osaka
Kenta Hasegawa, assumiu o Gamba em 2013, em Osaka permaneceu quatro temporadas.

### FC Tokyo
Em 2018, assumiu o clube azul da capital.

## Estatísticas
| Performance no clube | Performance no clube | Performance no clube | Loga     | Loga     | Clube             | Clube             | Copa da Liga          | Copa da Liga          | Total | Total |
| Temporadas           | Clube                | Liga                 | Jogos    | Gols     | Jogos             | Gols              | Jogos                 | Gols                  | Jogos | Gols  |
| Japão                | Japão                | Japão                | J.League | J.League | Copa do Imperador | Copa do Imperador | Copa da Liga Japonesa | Copa da Liga Japonesa | Total | Total |
| -------------------- | -------------------- | -------------------- | -------- | -------- | ----------------- | ----------------- | --------------------- | --------------------- | ----- | ----- |
| 1988-89              | Nissan Motors        | JSL Division 1       | 18       | 4        |                   |                   |                       |                       | 18    | 4     |
| 1989-90              | Nissan Motors        | JSL Division 1       | 11       | 5        |                   |                   | 3                     | 0                     | 14    | 5     |
| 1990-91              | Nissan Motors        | JSL Division 1       | 4        | 0        |                   |                   | 4                     | 0                     | 8     | 0     |
| 1992                 | Shimizu S-Pulse      | J. League 1          | -        | -        | 3                 | 0                 | 10                    | 2                     | 13    | 2     |
| 1993                 | Shimizu S-Pulse      | J. League 1          | 36       | 10       | 4                 | 1                 | 1                     | 0                     | 41    | 11    |
| 1994                 | Shimizu S-Pulse      | J. League 1          | 44       | 9        | 1                 | 1                 | 1                     | 0                     | 46    | 10    |
| 1995                 | Shimizu S-Pulse      | J. League 1          | 21       | 3        | 0                 | 0                 | -                     | -                     | 21    | 3     |
| 1996                 | Shimizu S-Pulse      | J. League 1          | 24       | 7        | 3                 | 2                 | 16                    | 7                     | 43    | 16    |
| 1997                 | Shimizu S-Pulse      | J. League 1          | 30       | 5        | 1                 | 0                 | 6                     | 2                     | 37    | 7     |
| 1998                 | Shimizu S-Pulse      | J. League 1          | 31       | 9        | 5                 | 2                 | 5                     | 0                     | 41    | 11    |
| 1999                 | Shimizu S-Pulse      | J. League 1          | 21       | 2        | 2                 | 1                 | 2                     | 1                     | 25    | 3     |
| Japão                | Japão                | Japão                | 240      | 54       | 19                | 7                 | 48                    | 12                    | 307   | 73    |
| Total                | Total                | Total                | 240      | 54       | 19                | 7                 | 48                    | 12                    | 307   | 73    |

| Seleção Japonesa | Seleção Japonesa | Seleção Japonesa |
| Anos             | Jogos            | Gols             |
| ---------------- | ---------------- | ---------------- |
| 1989             | 11               | 2                |
| 1990             | 6                | 1                |
| 1991             | 0                | 0                |
| 1992             | 0                | 0                |
| 1993             | 5                | 0                |
| 1994             | 2                | 0                |
| 1995             | 3                | 1                |
| Total            | 27               | 4                |

## Títulos
Gamba Osaka
- J. League 2: 2013
- Copa da Liga Japonesa: 2014
- J. League 1: 2014
- Supercopa Japonesa: 2015
- Copa do Imperador: 2014

FC Tokyo
- Copa da Liga Japonesa: 2020

Nagoya Grampus
- Copa da Liga Japonesa: 2024

Individual
- J.League Manager of the Year: 2014